# Teoría del crédito del dinero

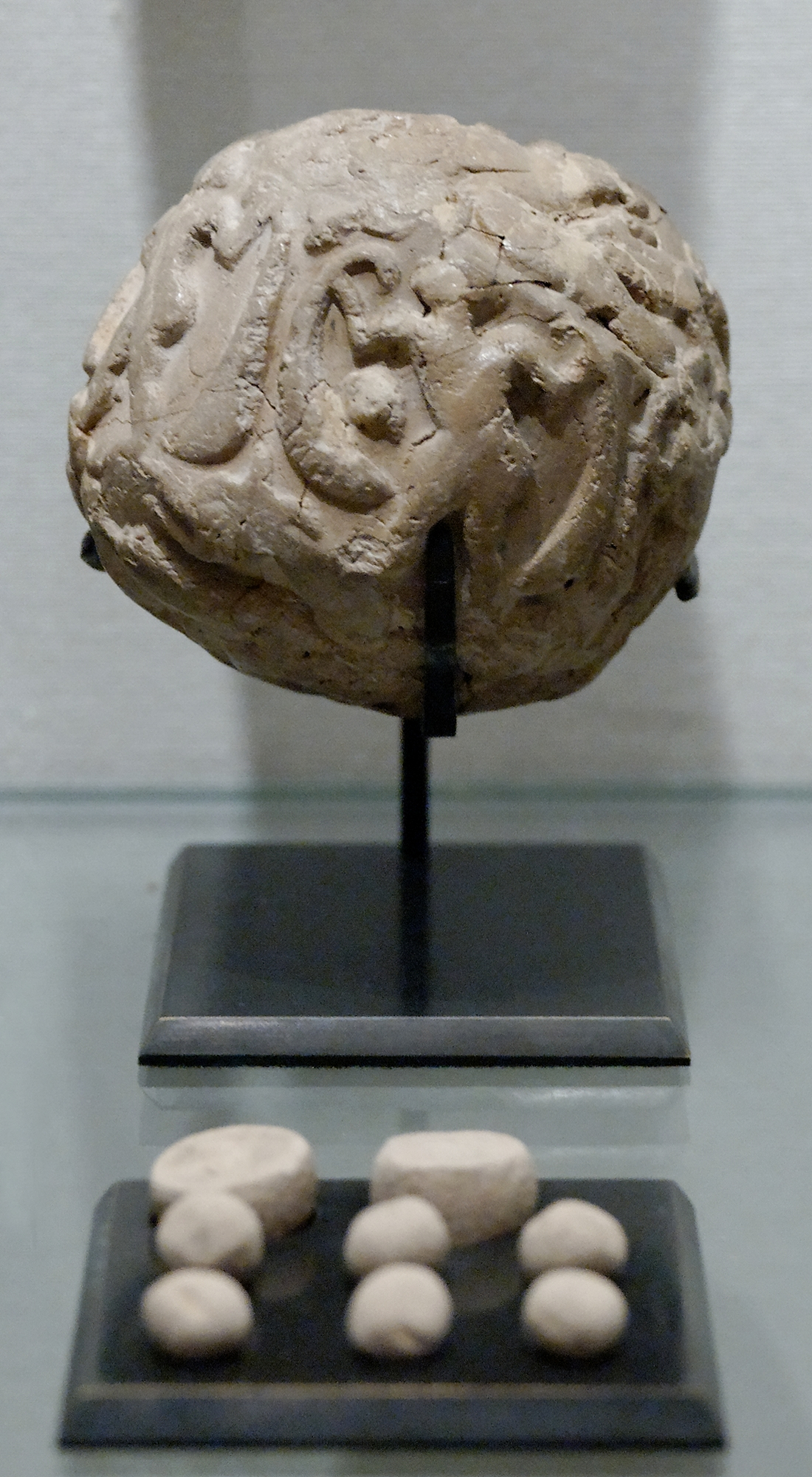
Sobre globular (conocido como Bulla) con un conjunto de piedras para contabilizar, Período Uruk, 4000-3100 A.C, de Susa. Museo del Louvre. La escritura cuneiforme surge en Mesopotamia cerca del 3200 a. C. ante la necesidad de contabilizar bienes y transacciones. Consistía en el uso de unas fichas de formas geométricas (conos, discos, esferas, tetraedros, cilindros, ovoides) combinadas con esferas de barro (bullae). Se combinaba así la representación de cosas, como ganado, y de cantidades.

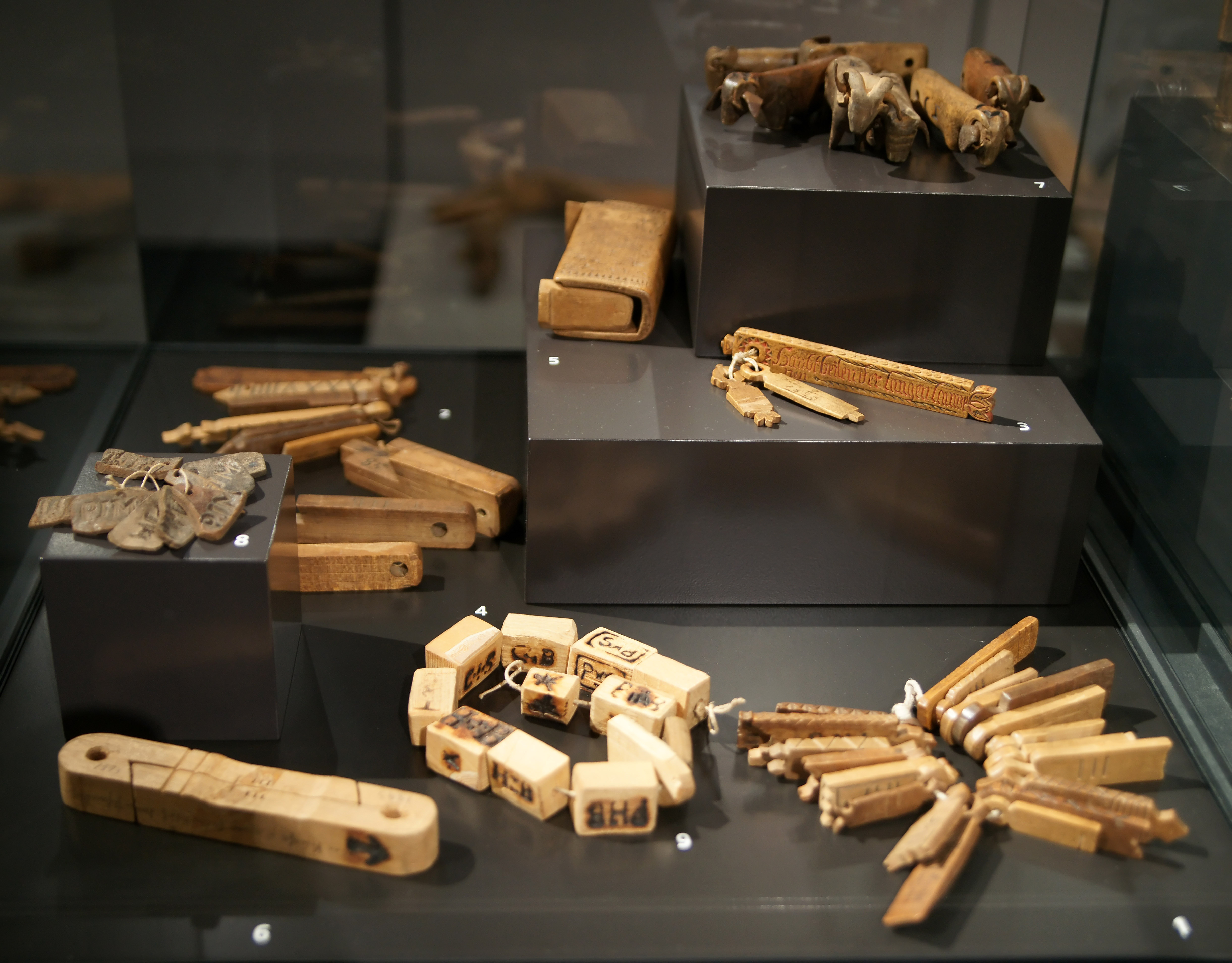
Palos de conteo individuales y divididos en el Museo Alpino Suizo. - Es posible que se hayan utilizado artículos similares en sistemas económicos basados en la deuda que se cree que son anteriores al uso de la moneda.

La teoría del crédito o teoría del crédito del dinero (en inglés Credit theory of money), también denominada teoría de la deuda del dinero, teoría monetaria del crédito circulante y teoría del crédito monetario,  hace referencia a un conjunto de teorías económicas monetarias que tratan la relación entre el crédito y el dinero. Los defensores de estas teorías, como Alfred Mitchell-Innes, enfatizan que el dinero y el crédito/deuda son la misma cosa, vista desde diferentes puntos de vista.
Los defensores de la 'Teoría del Crédito del Dinero' afirman que la naturaleza esencial del dinero es el crédito (deuda), al menos en todas las épocas en que el dinero no está respaldado por una mercancía como el oro. Existen dos cuestiones que son comunes a las distintas corrientes de pensamiento sobre las teorías del crédito: la primera es la idea de que el dinero se originó como una unidad de cuenta para la deuda, y la segunda es que la creación de dinero implica la creación simultánea de deuda. 
Algunos defensores de las teorías del crédito del dinero sostienen que el dinero se entiende mejor como deuda incluso en sistemas donde se considera el uso del dinero como mercancía. Otros sostienen que el dinero se equipara al crédito sólo en un sistema basado en dinero fiduciario (basado en la fe o confianza de la comunidad, sin respaldo en metales preciosos), en el que sostienen que todas las formas de dinero, incluido el efectivo, pueden considerarse como formas de crédito, por tanto como dinero de crédito.
La primera teoría formal de crédito del dinero surgiría en el siglo XIX de la mano de Henry Dunning Macleod (1821-1902), específicamente con su "Teoría del Crédito" (1889). El economista y antropólogo David Graeber consideró que, durante la mayor parte de la historia de la humanidad el dinero ha sido ampliamente comprendido como representante de la deuda, aunque admite que incluso antes de la Edad Moderna de la historia, ha habido varios períodos en los que teorías rivales como la del metalismo han tenido influencia.

## Teoría del crédito: el dinero es crédito y deuda

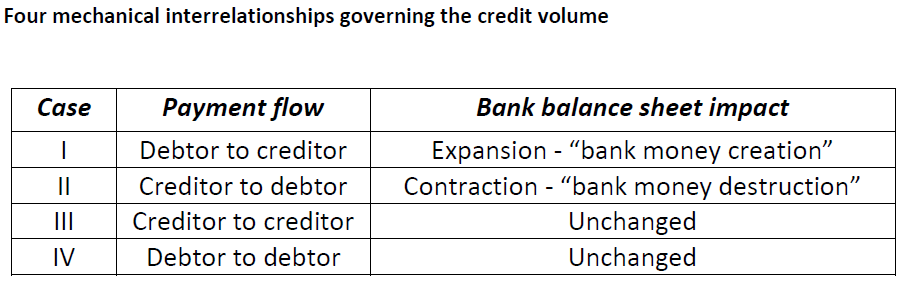
De acuerdo con la "mecánica crediticia": El hecho de que los préstamos bancarios aumenten o no la cantidad de dinero bancario (la oferta monetaria) depende de los flujos de pagos.

Según Joseph Schumpeter, el primer defensor conocido de la teoría del crédito del dinero fue Platón. Schumpeter describe al metalismo como la otra de las "dos teorías fundamentales del dinero", diciendo que el primer defensor conocido del metalismo fue Aristóteles.
El primer pensador moderno que formuló una teoría del crédito del dinero fue Henry Dunning Macleod (1821-1902), con su trabajo en el siglo XIX, sobre todo con su "Teoría del Crédito" (The Theory of Credit, 1889). El trabajo de Macleod fue ampliado por Alfred Mitchell-Innes en sus trabajos "¿Qué es el dinero?" (What is Money?, 1913) y "La teoría del crédito del dinero" (The Credit Theory of Money, 1914), donde argumentaba contra la visión convencional y ortodoxa del dinero que indicaba que el dinero que surgía como un medio para mejorar la práctica del trueque. En esta visión alternativa, el comercio y los impuestos creaban obligaciones entre las partes que eran formas de crédito y deuda. Se utilizaron diferentes dispositivos (palo tallado, numeración con varillas, talla (impuesto), Bulla, etc) para registrar esas obligaciones y éstas se convirtieron luego en títulos de crédito negociables que podían funcionar como dinero. Como dice Innes en su artículo de 1914:

La teoría del crédito es esta: que una compraventa es el intercambio de una mercancía por un crédito. De esta teoría principal surge la subteoría de que el valor del crédito o del dinero no depende del valor de ningún metal o metales, sino del derecho que adquiere el acreedor al "pago", es decir, a la satisfacción del crédito, y de la obligación del deudor de "pagar" su deuda y, a la inversa, del derecho del deudor a liberarse de su deuda mediante la oferta de una deuda equivalente adeudada por el acreedor, y de la obligación del acreedor de aceptar esta oferta en satisfacción de su crédito.

Innes continúa señalando que uno de los principales problemas para que el público entienda hasta qué punto los sistemas monetarios están basados en la deuda es el desafío de persuadirlos de que "las cosas no son como parecen".
Desde finales del siglo XX, la teoría crediticia de Innes sobre el dinero se ha integrado en la Teoría Monetaria Moderna (TMM - MMT). La teoría también combina elementos del cartalismo, señalando que el dinero de alta potencia es funcionalmente un pagaré del estado, y por lo tanto, "todo el 'dinero del estado' es también 'dinero de crédito'". El estado se asegura de que haya demanda para sus pagarés aceptándolos como pago de impuestos, tasas, multas, diezmos y tributos.

### Teoría del crédito frente a Metalismo
En su libro de 2011 Debt: The First 5000 Years (Deuda: Los primeros 5000 años), el economista y antropólogo David Graeber afirmó que la mejor evidencia disponible sugiere que los sistemas monetarios originales estaban basados en la deuda, y que la mayoría de los sistemas posteriores también lo han estado. Las excepciones en las que la relación entre el dinero y la deuda era menos clara se dieron durante los períodos en los que el dinero ha sido respaldado por lingotes de oro, como sucedío con el patrón oro. Graeber se hace eco de teóricos anteriores como Mitchell-Innes diciendo que durante estas épocas la percepción de la población era que el dinero derivaba su valor de los metales preciosos de los que se hacían las monedas -clásica visión del metalismo-, pero que incluso en estos períodos el dinero se entiende mejor y de manera más exacta como deuda. Graeber afirma que las tres funciones principales del dinero son actuar como: un medio de intercambio; una unidad de cuenta; y un depósito de valor. Graeber escribe que desde los tiempos de Adam Smith, los economistas han tendido a enfatizar el dinero como un medio de intercambio o sistema de pago. Para Graeber, cuando el dinero apareció por primera vez su propósito principal era actuar como una "unidad de cuenta", para denominar la deuda. Por tanto, las monedas fueron creadas originalmente como monedas simbólicas (en inglés tokens) que representaba una unidad de cuenta en lugar de ser una cantidad de metal precioso que podía ser intercambiada.

### Nixon Shock - 1971 y el Discurso de la Cruz de Oro - 1896

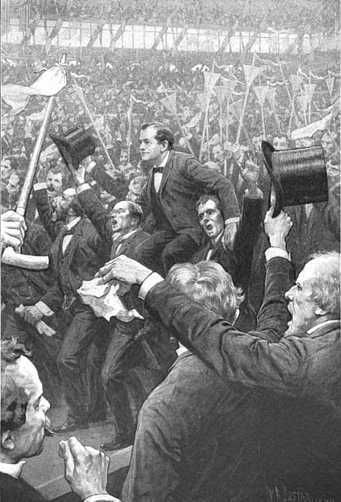
William Jennings Bryan llevado en hombros por los delegados de la Convención Demócrata después del Discurso de la Cruz de Oro (Cross of Gold speech), el 9 de julio de 1896

El comentarista económico Philip Coggan sostiene que el actual sistema monetario del mundo se convirtió en un sistema de deuda después del Nixon Shock, en el que el presidente Nixon suspendió el vínculo entre el dinero y el oro en 1971, es decir, su convertibilidad. Escribe que "El dinero moderno es deuda y la deuda es dinero". Desde 1971, la creación de la deuda y la creación de dinero cada vez más tuvo lugar al mismo tiempo. Esta creación simultánea de dinero y deuda ocurre como una característica de banca de reserva fraccionaria. Después de que un banco comercial aprueba un préstamo, es capaz de crear la cantidad de dinero correspondiente, que luego es adquirida por el prestatario junto con una cantidad similar de deuda. Coggan continúa diciendo que los deudores suelen preferir los sistemas monetarios basados en la deuda, como dinero fiduciario, a los sistemas basados en productos básicos como el patrón oro, porque los primeros tienden a permitir que circulen volúmenes mucho mayores de dinero en la economía, y tienden a ser más expansivos. Esto hace que sus deudas sean más fáciles de pagar. Coggan señala el denominado Cross of Gold speech (Discurso de la Curz de Oro) de William Jennings Bryan realizado en la Convención Nacional Demócrata de Chicago el 9 de julio de 1896 como uno de los primeros grandes intentos de debilitar el vínculo entre el oro y el dinero. El excandidato presidencial de EE. UU. estaba defendiendo el bimetalismo y despreciaba la exclusividad del patrón oro. Trataba de ampliar la base monetaria en interés de los agricultores endeudados, que en ese momento se veían obligados a la quiebra y por tanto consideraba que traería prosperidad a la nación facilitando el pago de las deudas. En su discurso señaló: "no crucificarás a la humanidad sobre una cruz de oro".
En un documento de 2012, el teórico económico Perry Mehrling señala que lo que comúnmente se considera dinero a menudo puede ser visto como deuda.  Él plantea una jerarquía de activos: el oro en la parte superior, luego la moneda, luego los depósitos y finalmente los  valores. Cuanto más abajo en la jerarquía, más fácil es ver el activo como un reflejo de la deuda de otra persona. El oro, para muchos financieros es el único activo que no representa la obligación de pagar, excepto que se deba pagar. En 2012 Claudio Borio, del BIS (BIS) planteó el caso contrario, ya que considera que son los préstamos los que dan lugar a los depósitos, y no al revés.
En un libro publicado en junio de 2013, el escritor Félix Martin, influenciado por Richard A. Werner (2003, 2005), sostuvo que las teorías del dinero basadas en el crédito son correctas, citando muchas de las fuentes de Werner, como Henry Dunning Macleod: "la moneda... representa la deuda transferible, y nada más". Para Macleod, en su libro La Teoría de Crédito, "El dinero y el crédito son esencialmente de la misma naturaleza: El dinero es sólo la forma más alta y más general de crédito".  Martin escribe que es difícil para la gente comprender la naturaleza del dinero, porque el dinero es una parte tan central de la sociedad, y alude al proverbio chino que dice: "Si quieres saber cómo es el agua, no se lo preguntes a los peces".

## Defensores de la Teoría del crédito y propuestas
La concepción de que el dinero es esencialmente equivalente al crédito o a la deuda ha sido utilizada desde hace mucho tiempo por los que abogan por determinadas reformas del sistema monetario y la política monetaria, específicamente durante la crisis financiera de 2008 y su peor consecuencia, la Gran Recesión (2007-2010). Desde todos los espectros políticos se defiende que el dinero puede equipararse a la deuda en el contexto del sistema monetario contemporáneo, sin embargo, la opinión de que el dinero es equivalente a la deuda incluso en sistemas basados en el dinero mercancía sólo es defendida por quienes están a la izquierda del espectro político. En todo caso, ante las crisis y los problemas sociales que generan las políticas económicas vigentes se promueven reformas diamtralmente opuestas.

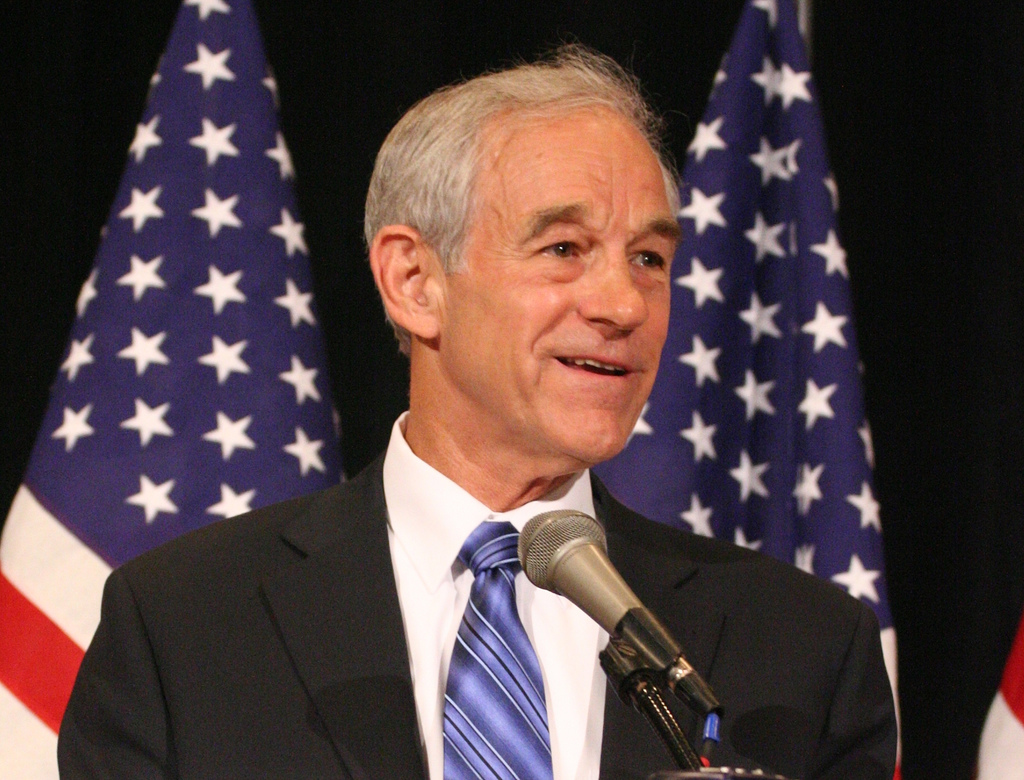
El ex candidato presidencial de EE.UU. Ron Paul se pronuncó en contra del dinero fiduciario o dinero fiat, ya que fomenta la acumulación de deuda.

### Propuestas de retorno al patrón oro u otra convertibilidad
Los defensores de la Escuela austríaca y la 'derecha libertaria' sostienen que el dinero es equivalente a la deuda en nuestro sistema monetario actual, pero que no tiene por qué ser en uno en el que el dinero tiene un valor inherente, como cuando existió el patrón oro o la convertibilidad que garantiza el Estado. Han utilizado con frecuencia este punto de vista para apoyar los argumentos de que sería mejor volver al patrón oro, a otras formas de dinero mercancía, o al menos a un sistema monetario en el que el dinero tenga un valor positivo. Opiniones similares también son expresadas ocasionalmente por políticos conservadores. Como ejemplo de esto último, el exministro de estado británico Malcolm Sinclair, (Conde de Caithness), hizo un discurso en 1997 en laCámara de los Lores donde declaró que desde el Shock de Nixon de 1971, la oferta de dinero británica había crecido un 2145% y la deuda personal había aumentado casi un 3000%. Argumentó que Gran Bretaña debería pasar de su actual "sistema monetario basado en la deuda" a uno basado en la equidad:

También es un buen momento para dar un paso atrás, para reevaluar si nuestra economía tiene una base sólida. Yo diría que no es... ya que está basada en la deuda... un sistema que por sus propias acciones hace que el valor del dinero disminuya es deshonesto y tiene en su interior sus propias semillas de destrucción. No votamos por ello. Creció sobre nosotros de forma gradual pero marcada desde 1971 cuando el sistema basado en las mercancías fue abandonado ... Todos queremos que nuestros negocios tengan éxito, pero bajo el sistema existente la ironía es que cuanto mejor hacen nuestros bancos, sociedades de construcción e instituciones de préstamo, más deuda se crea ... Hay una manera diferente: es un sistema basado en la equidad y en el que esos negocios pueden jugar un papel responsable. El próximo gobierno debe agarrar la ortiga, aceptar su responsabilidad de controlar la oferta de dinero y cambiar de nuestro sistema monetario basado en la deuda. Mis señores, ¿lo harán? Si no lo hacen, nuestro sistema monetario nos quebrantará y el lamentable legado que ya estamos dejando a nuestros hijos será un desastre.

A principios y mediados del decenio de 1970, los países acreedores ricos en oro, entre ellos Francia y Alemania, abogaron por el retorno a un sistema anclado en el oro. También la derecha liberatira ha defendido repetidamente el retorno al patrón oro, sobre todo desde la crisis de 2008 y el rápido aumento del precio del oro que la siguió.

### Propuestas contra el patrón oro y defensa del dinero fiat
Durante finales del siglo XVIII, siglo XIX y XX y antes de la Segunda Guerra Mundial las posiciones contra el patrón oro eran de la izquierda política pero estas posiciones se han ido extendiendo hasta el centro político. El documentos de Mitchell-Innes de 1914 es un ejemplo de esas posiciones antens de la Segunda Guerra Mundial.

### Propuestas de políticas monetarias expansivas
Desde una perspectiva de la corriente principal moderada, Martin Wolf ha argumentado que, dado que la mayor parte del dinero en nuestro sistema contemporáneo ya se está creando en forma dual con la deuda de los bancos privados, no hay razón para oponerse a la creación monetaria por parte del banco central con el fin de apoyar la política monetaria de expansión cuantitativa. En opinión de Wolf, el argumento en contra de la Expansión Cuantitativa por crear deuda se compensa con los posibles beneficios para el crecimiento económico y el empleo, y porque el aumento de la deuda sería temporal y fácil de revertir.

### Propuestas de cancelación de la deuda
Los argumentos a favor de la condonación de la deuda, se han hecho desde hace mucho tiempo de personas de todas las orientaciones políticas; como ejemplo, en 2010 el gestor de fondos de cobertura Hugh Hendry, un fuerte creyente en el libre mercado, abogó por una cancelación parcial de la deuda de Grecia como parte de la solución a la crisis del euro. Pero, en general, los defensores de la condonación de la deuda simplemente señalan que las deudas son demasiado elevadas en relación con la capacidad de los deudores para pagarlas; no hacen referencia a una teoría del dinero basada en la deuda. Las excepciones incluyen a David Graeber, quien desde una perspectiva radical, ha utilizado las teorías del crédito del dinero para argumentar en contra de las recientes tendencias para fortalecer el cumplimiento de la cobranza de deudas, como un mayor uso de las sentencias de prisión contra los deudores en los Estados Unidos. También se opuso a la aplicación demasiado entusiasta de la opinión de que el pago de las deudas es fundamental para la moralidad, y ha propuesto la promulgación de un jubileo al estilo mosaico en el que las deudas se cancelen para todos. En el jubileo mosaico del antiguo testamento aparecen varias disposiciones sociales: 1) el descanso de la tierra (cada 50 años) y la imposibilidad de trabajar, 2) la liberación de los esclavos (cada 7 años), 3) el perdón de las deudas (cada 7 años) y 4) el rescate de la propiedad. En 2019 el cardenal Tagle reclamó un Jubileo especial para derogar la deuda de los países pobres. Hubo una campaña, Campaña Jubileo 2000 reclamando la condonación de la deuda. La organización Campaña Jubileo de la Deuda (Jubilee Debt Campaign) fundada en 1996 sigue reclamando la condonación y reitera sus reivindicaciones con motivo de la crisis mundial sanitaria, social y económica provocada por Pandemia de COVID-19 que afecta de manera más aguda a los países pobres y menos desarrollados.

### Propuestas de banca de reserva completa
La crisis financiera de 2008 ha dado lugar a un renovado interés en la banca de reserva total y en el soberanía monetaria emitido por el banco central. Los reformadores monetarios argumentan que la banca de reserva fraccional y el dinero basado en la deuda conducen a una deuda impagable, a una creciente desigualdad económica de los ciudadanos y a las inevitables quiebras bancarias así como a un imperativo, perpetuo e insostenible crecimiento económico.

### Propuestas de nuevos bancos comunitarios
Richard Werner sostiene que el conocimiento y la comprensión de los bancos como creadores y asignadores de la oferta monetaria debe ser aprovechado para beneficiar a la humanidad en general y a la gente común en particular, en lugar de abolir este poder, como lo exige el movimiento de "reforma monetaria". Según Werner, esto puede hacerse estableciendo cientos de bancos comunitarios sin fines de lucro, siguiendo el modelo de los bancos cooperativos locales de Alemania, los Raiffeisenbanks y las cajas de ahorros de la Sparkasse. Estos bancos han sido uno de los impulsores del sorprendente éxito de pequeñas empresas alemanas durante los dos últimos siglos en la creación de empleo, las fuertes exportaciones y la constante actualización de la tecnología. Werner dice que en lugar de centralizar aún más el poder de la creación de dinero en manos de cada vez menos personas, como exigen los reformadores monetarios y los planificadores centrales, este privilegio público debería devolverse "al pueblo al que pertenece", y esto sólo puede hacerse de manera significativa con suficiente responsabilidad copiando a los tradicionales bancos comunitarios alemanes.

## Relación de la Teoría del Crédito con otras Teorías del Dinero
Las teorías del crédito o teorías de la deuda del dinero se sitúan dentro de una categoría más amplia de trabajo que postulan que la creación del dinero es endógeno.
Históricamente, las teorías de la deuda del dinero se han solapado con el chartalismo y se han opuesto al metalismo. En el siglo XIX y durante una buena parte del XX, el metalismo disfrutaba de una posición casi "indiscutible" como la teoría dominante del dinero. Esto sigue siendo así en las primeras décadas del siglo XXI, sobre todo en la forma en que lo percibe la izquierda política. El chartalismo dirá que el dinero obtiene su valor por ser la forma legal de pagar la deuda al Estado en forma de impuestos. Las teorías de la deuda pueden tener un alcance más amplio, por ejemplo David Graeber, Alfred Mitchell-Innes y otros que han argumentado que los sistemas monetarios orgánicos basados en la deuda que no involucraban al Estado continuaron operando hasta bien entrado el siglo XIX. Por el contrario, en las formas sostenidas por los defensores de finales del siglo XX y del siglo XXI desde una perspectiva política de la derecha, las teorías de la deuda del dinero son a menudo compatibles con la Teoría cuantitativa del dinero y con el metalismo, al menos cuando este último se entiende ampliamente.